# Сиасет-намэ
«Сиасет-намэ» или «Книга о правлении» — политический трактат на персидском языке, который традиционно приписывают визирю сельджукских султанов Низам-аль-Мульку, погибшему в 1092 году. Считается одним из самых выдающихся произведений восточной литературы сельджукского периода.

## История создания
Все имеющиеся данные о создании «Сиасет-намэ» содержатся в её тексте. Там говорится, что визирь Низам аль-Мульк написал книгу в 1091/92 году по поручению Малик-шаха, получил его одобрение, но потом доработал и существенно расширил текст. Перед отъездом из Исфахана в Багдад визирь передал рукопись Мухаммеду Магриби, писарю султанской библиотеки, и поручил вручить её Малик-шаху. Вскоре Низам аль-Мульк был убит, и Мухаммед обнародовал книгу только через 13 или 14 лет.
Существует мнение, что значительная часть «Сиасет-намэ» была написана после смерти Низам аль-Мулька, в XII веке.

## Содержание
В общей сложности «Сиасет-намэ» включает 50 глав, касающихся религии, политики и других актуальных для своей эпохи вопросов, причем последние 11 глав в основном посвящены опасностям, с которыми сталкивалась Сельджукская империя (особенно растущей угрозе со стороны исмаилитов). Трактат представляет собой свод практических советов и этических рекомендаций для правителя, причём подчёркивается необходимость религиозного благочестия и справедливого поведения. Автор подробно рассказывает, что он считает справедливостью: это защита слабых и награды, соразмерные заслугам.
Повествование содержит ряд вставных эпизодов, уходящих корнями в исламскую, а иногда и доисламскую персидскую культуру и историю. В них появляются Махмуд Газневи, Хосров Ануширван и другие правители, считавшиеся образцами добродетели. Считается, что «Сиасет-намэ» даёт представление о том, как персидская элита XII века относилась к прошлому своей цивилизации, а также о том, как доисламские традиции влияли на средневековый Иран.

## Восприятие
Исследователи единодушны в оценке «Сиасет-намэ» как «исключительно значимого памятника», одного из важнейших литературных произведений исламского Востока. Эта книга была впервые издана в Европе в 1891 году, а два года спустя был опубликован её первый перевод на один из европейских языков (французский). Э. Браун во втором томе «Истории персидской литературы», вышедшем в 1906 году, охарактеризовал «Сиасет-намэ» как «один из наиболее ценных и интересных прозаических трудов, существующих на персидском языке». В 1949 году вышел перевод книги на русский язык.